# أيمن عياري
أيمن عياري (19 مارس 1981 مكثر تونس - ) هو لاعب كرة قدم تونسي، يلعب كلاعب وسط.

## روابط خارجية
- أيمن عياري على موقع قاعدة بيانات كرة القدم.إي يو (الإنجليزية)
- أيمن عياري على موقع عالم كرة القدم.نت (الإنجليزية)